# 707 TCN
707 TCN là một năm trong lịch La Mã.